# Ширяев, Александр Сергеевич
Александр Сергеевич Ширяев (?—1841) — московский книгоиздатель и книгопродавец; коммерции советник.
Начав с ученика и приказчика, с 1812 года он стал владельцем лавки «Российские книги, географические атласы, ландкарты и планы» в Китай-городе; арендовал также по конкурсу книжную лавку Московского университета (1814—1841), которую привёл в наилучшее по тем временам состояние, за что получил в 1828 году благодарность университета.
В 1813 году А. С. Ширяев арендовал по конкурсу книжную лавку на первом этаже здания университетской типографии, которое было приведено университетом в порядок после пожара 1812 года. Лавка была сдана ему за 1610 рублей в год. Книгопродавец обязан был содержать лавку «в исправности и в чистоте, казённые книги продавать по цене, назначенной университетом с удержанием в свою пользу по десяти процентов».
В 1830-х годах он занимал одно из первых мест среди московских книготорговцев. Современники отмечали точность и внимательность Ширяева при выполнении требований заказчиков. В лавке Ширяева начал знакомство с книжным делом 13-летним мальчиком А. Ф. Смирдин и в 1817 году по рекомендации Ширяева он поступил приказчиком к Плавильщикову в Санкт-Петербурге.
Кроме этого А. С. Ширяев занимался издательской деятельностью — в основном, книг по домоводству и сельскому хозяйству; также им были изданы: «Словарь достопамятных людей» Бантыш-Каменского (в пяти частях: см. часть 1 и часть 2), «Словарь» Татищева, «Словарь русских писателей митрополита Евгения, дополн. Снегиревым», «Экономический лексикон Двигубского», романы Лажечникова, Загоскина и др. Ширяев собирал старопечатные книги и уступил своё значительное собрание Императорской академии наук.
С 1835 года он состоял членом Императорского Московского Общества сельского хозяйства, был казначеем Российского общества любителей садоводства. В 1838 году финансировал издание Журнала Садоводства и, кроме того, со времени основания школы садоводства, безвозмездно снабжал её учебниками.
Также он входил в Совет московской Практической академии коммерческих наук.
После смерти А. С. Ширяева опекунами его малолетнего сына были «купец Свешников и купеческий сын Базунов».